# Hospital San José (Santiago de Chile)
El Hospital San José es un recinto hospitalario público de alta complejidad perteneciente al Servicio de Salud Metropolitano Norte, ubicado en la comuna de Independencia, en la zona norte de la ciudad de Santiago, Chile.

## Historia
En el año 1841 el arquitecto francés Víctor Henry Villeneuve comenzó la construcción del hospital, y en el año 1872 fue cuando comenzó a funcionar permanentemente como el Lazareto de El Salvador, debido a una epidemia de viruela que azotó la ciudad. Su administración fue confiada a las Hermanitas de la Caridad, y fue utilizado principalmente como centro de atención de enfermedades infecto contagiosas, debido a la alta tasa de mortalidad que presentaban estas enfermedades en la población.
En el año 1994 comenzó el plan de reposición hospitalaria, con la construcción paulatina de nuevas instalaciones en un terreno aledaño, que fueron inauguradas en octubre de 1999.

## Controversias
Durante la pandemia de enfermedad por coronavirus de 2020 en Chile, funcionarios del recinto de salud difundieron por las redes sociales en Internet en mayo de ese año, una fotografía a modo de bulo, donde se podía apreciar cadáveres de la morgue del hospital en los pasillos, dando a entender un supuesto colapso al interior de su sistema por los fallecidos por COVID-19. Si bien las fotografías sí corresponden a pacientes fallecidos en el recinto hospitalario, fue desmentido por el director del hospital que estuviesen apilados en los pasillos y anunció un sumario para determinar responsabilidades.